# یواس‌اس کویدین (ای‌تی-۲۴)
یواس‌اس کویدین (ای‌تی-۲۴) (به انگلیسی: USS Kewaydin (AT-24)) یک کشتی بود که طول آن ۱۵۶ فوت ۸ اینچ (۴۷٫۷۵ متر) بود. این کشتی در سال ۱۹۱۹ ساخته شد.